# Nils Liedholm
Nils Erik Liedholm (Valdemarsvik, 1922. október 8. – Cuccaro Monferrato, 2007. november 5.) olimpiai bajnok és világbajnoki döntős svéd válogatott labdarúgó, edző.
A svéd válogatott tagjaként részt vett az 1948. évi nyári olimpiai játékokon és az 1958-as világbajnokságon.
Vezetőedzőként olasz bajnok és háromszoros kupagyőztes lett az AS Roma csapatával, míg az Milant szintén bajnoki címre vezette.

## Sikerei, díjai

### Játékosként
IFK Norrköping
- Svéd bajnok (2): 1946–47, 1947–48

AC Milan
- Olasz bajnok (4): 1950–51, 1954–55, 1966–67, 1968–69
- Latin kupa (2): 1951, 1956

Svédország
- Olimpiai bajnok (1): 1948
- Világbajnoki döntős (1): 1958

### Edzőként
AC Milan
- Olasz bajnok (1): 1978–79

AS Roma
- Olasz bajnok (1): 1982–83
- Olasz kupa (3): 1979–80, 1980–81, 1983–84

Varese
- Olasz másodosztályú bajnok (1): 1969–70